# Atlantolacerta andreanskyi
Atlantolacerta andreanskyi là một loài thằn lằn trong họ Lacertidae. Loài này được Werner mô tả khoa học đầu tiên năm 1929.